# Dennis Provisor
Dennis Provisor, né le 9 novembre 1943 à Los Angeles, est un musicien et compositeur américain. Il a enregistré sur plusieurs labels, notamment 20th Century Fox et Valiant, sous le nom de Denny Provisor. Il a sorti quelques singles soulful en tant qu'artiste solo. Il a ensuite rejoint les groupes The Hook, Blue Rose et The Grass Roots. Dennis Provisor est chanteur, clavier et auteur-compositeur.